# Der Hauptmann von Köpenick (téléfilm, 1997)
Pour plus de détails, voir Fiche technique et Distribution.
Der Hauptmann von Köpenick est un téléfilm allemand réalisé par Frank Beyer diffusé en 1997.
Il s'agit d'une adaptation de la pièce de Carl Zuckmayer.

## Synopsis
En 1896, le cordonnier Wilhelm Voigt est libéré de prison et cherche en vain du travail. Sans lieu de résidence permanent, il ne peut pas trouver d'emploi, mais comme il fut condamné et n'a pas de travail, il n'obtient pas de permis de séjour. Il essaie en vain de s'inscrire dans son village natal en dehors de Berlin. Finalement, il s'introduit par effraction dans un poste de police avec un complice pour obtenir un passeport qui lui permettrait de quitter le pays. À la suite d'un accident, ils sont rattrapés et Voigt doit retourner en prison. Il se comporte alors bien et apprend, entre autres, les règlements militaires.
Après sa libération, il emménage avec sa sœur et son mari, mais en tant qu'ancien condamné, il est expulsé de la grande région de Berlin. Il se procure alors un uniforme de capitaine auprès d'un brocanteur et prend en charge une garde détachée, avec l'aide de laquelle il occupe l'hôtel de ville de Köpenick et arrête le bourgmestre, prétendument sur ordre de l'Empereur. Les employés de l'administration municipale, y compris la police, se subordonnent au supposé capitaine et le bourgmestre est emmené à Berlin en tant que prisonnier. Quelques jours plus tard, Voigt se rend aux autorités, qui cherchaient fiévreusement le mauvais capitaine. Au début, les détectives rient de la farce, mais ensuite Voigt est mis au courant des conséquences juridiques. Il est de nouveau emprisonné, mais bientôt gracié par l'Empereur et muni d'un passeport.

## Fiche technique
- Titre : Der Hauptmann von Köpenick
- Réalisation : Frank Beyer assisté d'Irene Weigel
- Scénario : Wolfgang Kohlhaase
- Musique : Peter Gotthardt (de)
- Direction artistique : Götz Heymann (de)
- Costumes : Ingrid Zoré
- Photographie : Eberhard Geick (de)
- Son : Mario Michael Jaenicke, Jochen Schwarzat
- Montage : Clarissa Ambach (de)
- Production : Klaus-Dieter Zeisberg
- Société de production : Hannover Film GmbH
- Pays d'origine :  Allemagne
- Langue : allemand
- Format : Couleur - 1,33:1 - mono
- Genre : Comédie dramatique
- Durée : 100 minutes
- Date de diffusion :
  -  Allemagne : 21 août 1997.

## Distribution
- Harald Juhnke (de) : Wilhelm Voigt
- Udo Samel : le bourgmestre Obermüller
- Elisabeth Trissenaar : Mathilde Obermüller
- Katharina Thalbach : Marie Hoprecht
- Hermann Beyer : Friedrich Hoprecht
- Rolf Hoppe : le directeur de prison
- Reimar Johannes Baur : Adolf Wormser
- Hark Bohm : l'inspecteur criminel Schmude
- Matthias Günther (de) : Rosenkrantz, le trésorier de la ville
- Reiner Heise (de) : Kallenberg
- Jürgen Hentsch : le directeur criminel Mehlhorn
- Horst Hiemer : le chef de gare
- Hansjürgen Hürrig (de) : l'inspecteur de police
- Michael Klobe (de) : Wabschke
- Holger Mahlich (de) : Knell
- Marlene Marlow (de) : Lieschen
- Dieter Montag (de) : Kilian
- Klaus Piontek (de) : le colonel
- Volker Ranisch (de) : le fonctionnaire des chemins de fer
- Sophie Rois : Mieze
- Götz Schubert : von Schlettow
- Steffen Steglich : le grenadier
- Veit Stübner (de) : le sergent de police
- Gerry Wolff : Krakauer
- Florian Lukas : Willy Wormser
- Alexander Reed : Gefreiter Klappdohr
- Niels Bruno Schmidt (de) : le jeune colporteur de presse
- Alexander Beyer : Melder
- Joerg Liebe : un détenu
- Karl Thiele (de) : Bulcke

## Source de la traduction
- (de) Cet article est partiellement ou en totalité issu de l’article de Wikipédia en allemand intitulé « Der Hauptmann von Köpenick (1997) » (voir la liste des auteurs).